# Mathieu de Dombasle
Mathieu de Dombasle [ejtsd: donbál] (Nancy, 1777. február 26. – Nancy, 1843. december 27.) francia gazda, gazdasági szakíró.

## Élete
Bertier de Roville-lal szövetkezve Nancy környékén mintagazdaságot alapított, melyben az akkoriban felmerült mindennemű újítást kiváló sikerrel meghonosított. Kiválóan a gabonaváltó gazdaság terjesztése mellett buzgólkodott, amiért «francia Thaer»-nek nevezték el, továbbá sok új gépet alkalmazott és a merinó juh tenyésztésének apostola volt. Mint gazdasági szakíró Dombasle igen termékeny volt. Életrajzát közölte: M. Bécus, de Dombasle sa vie et ses oeuvres (Nancy, 1874).

## Nevezetesebb művei
- Annales agricoles de Roville (Roville, 1824-32, új kiadás 1861, 9 kötet)
- Calendrier du bon cultivateur (Párizs, 1821, 10. kiad. 1861, magyarra fordították Török János és Klein Gusztáv Okszerü gazdák naplója (Pest, 1846) cím alatt)
- Traité d’agriculture (Párizs, 1861-64, 4 kötet)

## Magyarul megjelent művei
- Dombasle Mátyás: Okszerű gazdák naplója; [Le calendrier du bon cultivateur c. műve] után Török János vezérlése alatt szerk. Klein Gusztáv; Beimel Ny., Pest, 1846